# Veronika Sabolová
Veronika Sabolová (ur. 20 marca 1980 w Koszycach) – słowacka saneczkarka, trzykrotna uczestniczka zimowych igrzysk olimpijskich.
W latach 2002–2010 trzykrotnie wystąpiła w olimpijskiej rywalizacji jedynek kobiet w saneczkarstwie. W Salt Lake City zajęła 21. miejsce, w Turynie była dziewiętnasta, a w Vancouver czternasta. 
Ośmiokrotnie uczestniczyła w saneczkarskich mistrzostwach świata. Najlepszy indywidualny wynik osiągnęła w 2004 roku w Nagano, zajmując dziesiąte miejsce. W zawodach drużynowych zajęła dziesiąte miejsce w 2001 roku w Calgary, czwarte w 2003 roku w Siguldzie, piąte w 2004 roku w Nagano i siódme w 2005 roku w Park City.
W Pucharze Świata najwyższe miejsce w klasyfikacji generalnej osiągnęła w sezonie 2002/2003, kiedy była czternasta.